# Formale Potenzreihe
Die formalen Potenzreihen in der Mathematik sind eine Verallgemeinerung der Polynome der Polynomringe. Wie bei letzteren stehen bei ihnen die ringtheoretischen Eigenschaften im Vordergrund, während bei den Potenzreihen der Analysis der Schwerpunkt auf den analytischen, den (Grenzwert-)Eigenschaften, liegt.
Gemeinsam ist, dass die Koeffizienten aus einem Ring {\displaystyle R} genommen werden, der hier sehr beliebig sein kann, wogegen er in der Analysis ausschließlich ein vollständiger Ring ist, meist der Körper {\displaystyle \mathbb {R} } der reellen oder {\displaystyle \mathbb {C} } der komplexen Zahlen.
Ein anderer Unterschied ist, dass die „Variable“ eine Unbestimmte ist, die oft mit Großbuchstaben {\displaystyle X} (oder {\displaystyle T}) notiert und der in der formalen Potenzreihe ein „Wert“ nicht zugewiesen wird.
Die im Nullpunkt analytischen Potenzreihen der Analysis können auch als formale Potenzreihen aufgefasst werden, da sie wie diese beliebig oft differenzierbar sind und dem Koeffizientenvergleich unterliegen.
Wegen der vielen gemeinsamen Eigenschaften und Begriffsbildungen werden die formalen Laurent-Reihen in diesem Artikel mitbehandelt.
Die Definitionen und Eigenschaften sind bei den formalen Laurent-Reihen geringfügig komplexer, enthalten aber sehr häufig die formalen Potenzreihen als Spezialfall.
Unterstützung für das Rechnen mit formalen Potenz- und Laurent-Reihen gibt es in vielen Computeralgebra-Systemen.

## Definitionen

### Formale Potenzreihe
Für einen kommutativen Ring {\displaystyle R} mit Einselement (den Ausgangsring) bezeichnet {\displaystyle R[[X]]} den Ring der formalen Potenzreihen über {\displaystyle R} in der Unbestimmten {\displaystyle X}. Er ist isomorph zum Ring {\displaystyle R^{\mathbb {N} _{0}}} der Folgen
{\displaystyle (a_{0},a_{1},\dotsc )}
mit {\displaystyle a_{n}\in R}, so dass
{\displaystyle a_{0}+a_{1}X+a_{2}X^{2}+\dotsb =\sum _{n=0}^{\infty }a_{n}X^{n}}
die zugehörige formale Potenzreihe ist und die Folge {\displaystyle (0,1,0,0,\dotsc )} der Unbestimmten {\displaystyle X} entspricht.
Der Ring {\displaystyle R} in {\displaystyle R[[X]]} wird durch die Abbildung
{\displaystyle R\ni a\mapsto (a,0,0,\dotsc )}
eingebettet.
Die Folgenglieder {\displaystyle a_{n}} werden Koeffizienten genannt. Vergleiche dazu auch Polynomring.

### Formale Laurent-Reihe
Der Ring {\displaystyle R(\!(X)\!)} ist die Lokalisierung von {\displaystyle R[[X]]} am Element {\displaystyle X}. Er wird Ring der formalen Laurent-Reihen genannt. Er ist genau dann ein Körper, wenn {\displaystyle R} ein Körper ist, und stimmt dann mit dem Quotientenkörper von {\displaystyle R[[X]]} überein.
Eine formale Laurent-Reihe {\displaystyle A(X)\in R(\!(X)\!)} kann endlich viele Glieder mit negativem Index haben, sie hat also die Form
{\displaystyle A(X)=\sum _{n=m}^{\infty }a_{n}X^{n}} mit {\displaystyle m\in \mathbb {Z} }, {\displaystyle a_{n}\in R}.
Diese Reihen können in die Menge {\displaystyle R^{\mathbb {Z} }} von unendlichen Folgen eingebettet und auch als
{\displaystyle {\begin{array}{ll}A(X)&=\quad \sum _{n\in \mathbb {Z} }a_{n}X^{n}\\&=\quad \left(a_{n}\right)_{n\in \mathbb {Z} }\\&=\quad (\dotsc ,a_{-1},a_{0},a_{1},\dotsc )\end{array}}}
geschrieben werden unter der Vorschrift, dass fast alle Koeffizienten mit negativem Index verschwinden. Der Unbestimmten {\displaystyle X} entspricht die Folge:
| {\displaystyle X=(\dotsc ,\,0,\,0,} | {\displaystyle 0,}        | {\displaystyle 1,\,0,\,0,\dotsc )\qquad \in R^{\mathbb {Z} }} |
|                                     | {\displaystyle \uparrow } | {\displaystyle \uparrow }                                     |
| Index                               | 0                         | 1                                                             |

### Ordnung
Die Funktion
| {\displaystyle \operatorname {ord} _{X}\colon } | {\displaystyle R(\!(X)\!)\to }                                                                   | {\displaystyle \mathbb {Z} \cup \{+\infty \}}                          |                                              |
|                                                 | {\displaystyle A(X)=\sum _{n\in \mathbb {Z} }a_{n}X^{n}\;\mapsto {\begin{cases}\\\\\end{cases}}} | {\displaystyle +\infty } ,                                             | falls {\displaystyle A(X)=0} (die Nullreihe) |
|                                                 | {\displaystyle A(X)=\sum _{n\in \mathbb {Z} }a_{n}X^{n}\;\mapsto {\begin{cases}\\\\\end{cases}}} | {\displaystyle \min \left\{n\in \mathbb {Z} \mid a_{n}\neq 0\right\}}, | falls {\displaystyle A(X)\neq 0}             |
weist einer formalen Laurent-Reihe in der Unbestimmten {\displaystyle X} ihre Ordnung in der Unbestimmten {\displaystyle X} zu. Das Minimum {\displaystyle \min \left\{n\in \mathbb {Z} \mid a_{n}\neq 0\right\}} existiert für {\displaystyle A\neq 0}, weil es nur endlich viele Indizes {\displaystyle n<0} mit {\displaystyle a_{n}\neq 0} gibt.
Hierbei gelten für {\displaystyle \pm \infty } die üblichen Maßgaben für Vergleich und Addition:
Für alle {\displaystyle n\in \mathbb {Z} } gilt {\displaystyle -\infty <n<+\infty } und {\displaystyle +\infty \pm n=+\infty }.
Damit lassen sich die formalen Laurent-Reihen als Reihen
{\displaystyle {\begin{array}{lll}R(\!(X)\!)&=\quad {\bigl \{}A(X)=\sum _{n\in \mathbb {Z} }a_{n}X^{n}&{\big |}\;\operatorname {ord} _{X}(A)>-\!\infty {\bigr \}}\\&=\quad {\bigl \{}\left(a_{n}\right)_{n\in \mathbb {Z} }\in R^{\mathbb {Z} }&{\big |}\;\exists \,u\in \mathbb {Z} \,\forall \,n\in \mathbb {Z} \colon a_{n}\neq 0\implies n\geq u{\bigr \}}\end{array}}}
mit nach unten beschränkter Ordnung und die formalen Potenzreihen
{\displaystyle {\begin{array}{lll}R[[X]]&=\quad {\bigl \{}A(X)\in R(\!(X)\!)&{\big |}\;\operatorname {ord} _{X}(A)\geq 0{\bigr \}}\\&=\quad {\bigl \{}(\dotsc ,a_{-1},a_{0},a_{1},\dotsc )\in R^{\mathbb {Z} }&{\big |}\;\forall \,n\in \mathbb {Z} \colon a_{n}\neq 0\implies n\geq 0{\bigr \}}\end{array}}}
als solche mit nicht-negativer Ordnung charakterisieren.
Der einfacheren Schreibweise halber nehmen wir generell an, dass ein Koeffizient {\displaystyle a_{n}} einer formalen Potenz- oder Laurent-Reihe {\displaystyle A(X)}, falls auf ihn mit einem Index {\displaystyle n<\operatorname {ord} _{X}(A)} zugegriffen wird, den Wert 0 liefert.

### Addition und Multiplikation
Sei mit
{\displaystyle B(X)=\sum _{n\in \mathbb {Z} }b_{n}X^{n}}
eine zweite formale Potenz- oder Laurent-Reihe gegeben, dann geschieht ihre Addition
{\displaystyle A(X)+B(X)=\sum _{n\in \mathbb {Z} }(a_{n}+b_{n})X^{n}}
komponentenweise. Dabei ergibt die Summe zweier formaler Potenzreihen wieder eine formale Potenzreihe.
Die Multiplikation
{\displaystyle A(X)\;B(X)=\sum _{n=\operatorname {ord} _{X}(A)+\operatorname {ord} _{X}(B)}^{\infty }{\Bigl (}\sum _{i=\operatorname {ord} _{X}(A)}^{n-\operatorname {ord} _{X}(B)}a_{i}\,b_{n-i}{\Bigr )}X^{n}}
ist eine Faltung.
Wieder ergibt das Produkt zweier formaler Potenzreihen eine formale Potenzreihe.

## Eigenschaften
- Für die Ringoperationen Addition und Multiplikation gelten die Gesetze der kommutativen Ringe.
- Die formale Potenz- oder Laurent-Reihe, bei der alle Koeffizienten 0 sind, heißt Nullreihe. Sie ist das neutrale Element 0 der Addition in beiden Ringen, {\displaystyle R[[X]]} und {\displaystyle R(\!(X)\!)}.
- Ein Skalar {\displaystyle a\in R} multipliziert sich wie in der üblichen Skalarmultiplikation. Damit ist 1 die Einsreihe.
- Koeffizientenvergleich: Zwei formale Potenz- oder Laurent-Reihen {\displaystyle \textstyle A(X)=\sum _{n\in \mathbb {Z} }a_{n}X^{n}} und {\displaystyle \textstyle B(X)=\sum _{n\in \mathbb {Z} }b_{n}X^{n}} sind genau dann gleich, wenn sie in allen Koeffizienten

{\displaystyle \forall n\in \mathbb {Z} :a_{n}=b_{n}}
übereinstimmen.
- Die Einheiten von {\displaystyle R[[X]]} sind genau diejenigen formalen Potenzreihen, deren Absolutglied (konstantes Glied)  {\displaystyle a_{0}} eine Einheit in {\displaystyle R} ist (s. a. den § Multiplikatives Inverses).
- Ist {\displaystyle R} ein noetherscher Ring, ein Integritätsring oder ein lokaler Ring, so gilt das jeweils auch für {\displaystyle R[[X]]}.
- Der Polynomring {\displaystyle R[X]} lässt sich in {\displaystyle R[[X]]} homomorph (und injektiv) einbetten als ein Ring von Folgen mit nur endlich vielen nicht-verschwindenden Koeffizienten.
Ist {\displaystyle K} ein Körper, so lässt sich der rationale Funktionenkörper {\displaystyle K(X)} in {\displaystyle K(\!(X)\!)} homomorph (und injektiv) einbetten.
Es gelten die Einbettungen

{\displaystyle {\begin{array}{ccc}K[X]&\rightarrow &K[[X]]\\\downarrow &&\downarrow \\K(X)&\rightarrow &K(\!(X)\!)\end{array}}}
mit den Quotientenkörpern in der unteren Zeile.
- Ist {\displaystyle K} ein Körper, so ist {\displaystyle K[[X]]} ein vollständiger diskreter Bewertungsring mit dem uniformisierenden Element {\displaystyle X}. Er ist die Vervollständigung des Polynomrings {\displaystyle K[X]} bezüglich des Ideals {\displaystyle (X)}. Sein Restklassenkörper ist {\displaystyle K}, sein Quotientenkörper der Körper der formalen Laurent-Reihen {\displaystyle K(\!(X)\!)}.
- Umgekehrt ist nach den Struktursätzen von Irving S. Cohen jeder vollständige diskrete Bewertungsring gleicher Charakteristik isomorph zum Ring der formalen Potenzreihen über seinem Restklassenkörper.

## Operationen und weitere Eigenschaften

### Koeffizientenextraktion
Der Operator zur Extraktion des Koeffizienten zum Grad {\displaystyle m\in \mathbb {Z} } aus der Potenz- oder Laurent-Reihe {\displaystyle \textstyle A(X)=\sum _{n\in \mathbb {Z} }a_{n}X^{n}} in {\displaystyle X} wird geschrieben als
{\displaystyle \left[X^{m}\right]A(X).}
Er ist eine Projektion der rechts davon stehenden formalen Reihe auf die {\displaystyle m}-te Komponente in {\displaystyle R^{\mathbb {Z} }}. Damit ist
{\displaystyle \left[X^{m}\right]A(X)=\left[X^{m}\right]\sum _{n\in \mathbb {Z} }a_{n}X^{n}=a_{m}}
und
{\displaystyle A(X)=\sum _{n\in \mathbb {Z} }X^{n}\left[Y^{n}\right]A(Y)} .
Bei formalen Potenzreihen {\displaystyle A(X)} ist für {\displaystyle m<0} definitionsgemäß {\displaystyle \left[X^{m}\right]A(X)=0}.

### Leitkoeffizient
Die Ordnung {\displaystyle \operatorname {ord} } hat eine gewisse Analogie zur Gradfunktion in Polynomringen. So heißt der Koeffizient
| {\displaystyle l(A):={\begin{cases}\\\\\end{cases}}} | {\displaystyle \textstyle a_{\operatorname {ord} (A)}=\left[X^{\operatorname {ord} (A)}\right]A(X)} , | falls {\displaystyle A(X)\neq 0} |
| {\displaystyle l(A):={\begin{cases}\\\\\end{cases}}} | {\displaystyle 0} ,                                                                                   | falls {\displaystyle A(X)=0}     |
auch Leitkoeffizient.
Es gilt für alle {\displaystyle A,B\in R(\!(X)\!)}
- {\displaystyle \operatorname {ord} (A\cdot B)\geq \operatorname {ord} (A)+\operatorname {ord} (B)}

(Enthält {\displaystyle R} keine Nullteiler – präziser: sind die Leitkoeffizienten keine Nullteiler –, dann gilt die Gleichheit.)
- {\displaystyle \operatorname {ord} (A+B)\geq \min\{\operatorname {ord} (A),\operatorname {ord} (B)\}}.

Die Funktion
{\displaystyle |A|:=2^{-\!\operatorname {ord} (A)}}
erfüllt alle Forderungen eines nicht-archimedischen Pseudobetrags.
Ist {\displaystyle K} ein Körper, dann ist {\displaystyle \operatorname {ord} } eine (diskrete) Bewertung (ein logarithmisch geschriebener nicht-archimedischer Betrag, engl. valuation) mit dem Ring {\displaystyle K[[X]]} als dem (oben erwähnten) zugehörigen Bewertungsring.
Man erkennt die {\displaystyle I}-adische Topologie wieder, wo {\displaystyle I:=(X)} das von {\displaystyle X} erzeugte Ideal der Vielfachen von {\displaystyle X} ist. Es ist das zugehörige maximale Ideal und {\displaystyle K} der Restklassenkörper.

### Potenzierung
Für {\displaystyle n\in \mathbb {N} _{0}} ist
{\displaystyle {\bigl (}A(X){\bigr )}^{n}=\left(\sum _{k=0}^{\infty }a_{k}X^{k}\right)^{n}=:\sum _{m=0}^{\infty }c_{m}X^{m}}
mit
{\displaystyle c_{0}=a_{0}^{n}}
und rekursiv
{\displaystyle c_{m}\,m\,a_{0}=\sum _{k=1}^{m}(kn-m+k)\,a_{k}\,c_{m-k}}     für {\displaystyle m\in \mathbb {N} },
also beispielsweise
{\displaystyle c_{1}={\binom {n}{1}}a_{0}^{n-1}a_{1}},
{\displaystyle c_{2}={\binom {n}{1}}a_{0}^{n-1}a_{2}+{\binom {n}{2}}a_{0}^{n-2}a_{1}^{2}},
{\displaystyle c_{3}={\binom {n}{1}}a_{0}^{n-1}a_{3}+{\binom {n}{n\!-\!2,1,1}}a_{0}^{n-2}a_{1}a_{2}+{\binom {n}{3}}a_{0}^{n-3}a_{1}^{3}}, ... .
Die {\displaystyle c_{m}} sind Polynome in den {\displaystyle a_{k}} mit ganzzahligen (multinomialen) Koeffizienten, auch wenn die Rekursionsformel nur dann in einfacher Weise nach {\displaystyle c_{m}} aufzulösen ist, wenn {\displaystyle m} und {\displaystyle a_{0}} im Ring {\displaystyle R} invertierbar sind.
(Für den Fall {\displaystyle a_{0}=0} s. a. den § Komposition.)

### Multiplikatives Inverses
Die formale Potenzreihe {\displaystyle \textstyle A(X)=\sum _{n=0}^{\infty }a_{n}X^{n}\in R[[X]]} hat genau dann ein multiplikatives Inverses {\displaystyle \textstyle B(X):=\sum _{n=0}^{\infty }b_{n}X^{n}\in R[[X]]}, wenn das Absolutglied
{\displaystyle a_{0}=\left[X^{0}\right]A(X)}
invertierbar ist im Ring {\displaystyle R}. Dann ist auch
{\displaystyle \operatorname {ord} _{X}(A)=0}
und rekursiv
{\displaystyle {\begin{aligned}b_{0}&=a_{0}^{-1}\\b_{n}&=-a_{0}^{-1}\sum _{i=1}^{n}a_{i}b_{n-i}\qquad \qquad (n\geq 1).\end{aligned}}}
Ist {\displaystyle K} ein Körper, dann ist eine formale Potenzreihe genau dann invertierbar in {\displaystyle K[[X]]}, wenn das Absolutglied nicht 0 ist, das heißt, wenn sie nicht durch {\displaystyle X} teilbar ist.
Ist bei der formalen Potenzreihe {\displaystyle A(X)} das Absolutglied {\displaystyle a_{0}=0} oder handelt es sich um eine formale Laurent-Reihe, dann lässt sich bei invertierbarem Leitkoeffizienten {\displaystyle l(A)=a_{\operatorname {ord} _{X}(A)}} die Reihe {\displaystyle A(X)} in {\displaystyle R(\!(X)\!)} über den Zwischenschritt
{\displaystyle B(X):=X^{-\!\operatorname {ord} _{X}(A)}A(X)\in K[[X]]}
multiplikativ invertieren mit dem Ergebnis:
{\displaystyle A(X)^{-1}=X^{-\!\operatorname {ord} _{X}(A)}B(X)^{-1}\in K(\!(X)\!)}
Ist {\displaystyle K} ein Körper, dann ist {\displaystyle K(\!(X)\!)} der Quotientenkörper von {\displaystyle K[[X]]}.

### Division
Ist der Divisor {\displaystyle A(X)} invertierbar in {\displaystyle R[[X]]}, dann hat der Quotient
{\displaystyle C(X)=\sum _{n=0}^{\infty }c_{n}X^{n}:=Z(X)/A(X)={\Bigl (}\sum _{n=0}^{\infty }z_{n}X^{n}{\Bigr )}\;/\;{\Bigl (}\sum _{n=0}^{\infty }a_{n}X^{n}{\Bigr )}}
zweier Potenzreihen {\displaystyle Z(X)} und {\displaystyle A(X)} nach dem Rechenschema
|                                                 |                                                             |                                                                                |                           |                                                                      |                                                                      |                                                                      |                                                                      |                                                                      |                                                                      | Quotient                    |
| Dividend                                        | Dividend                                                    | Dividend                                                                       |                           |                                                                      | Divisor                                                              | Divisor                                                              | Divisor                                                              | Divisor                                                              |                                                                      | Quotient                    |
| ----------------------------------------------- | ----------------------------------------------------------- | ------------------------------------------------------------------------------ | ------------------------- | -------------------------------------------------------------------- | -------------------------------------------------------------------- | -------------------------------------------------------------------- | -------------------------------------------------------------------- | -------------------------------------------------------------------- | -------------------------------------------------------------------- | --------------------------- |
| {\displaystyle (z_{0}}                          | {\displaystyle +z_{1}X}                                     | {\displaystyle +z_{2}X^{2}}                                                    | {\displaystyle +\dotsb )} | {\displaystyle /}                                                    | {\displaystyle (a_{0}}                                               | {\displaystyle +a_{1}X}                                              | {\displaystyle +a_{2}X^{2}}                                          | {\displaystyle +\dotsb )}                                            | {\displaystyle =}                                                    | Quotient                    |
| {\displaystyle {-a_{0}{\tfrac {z_{0}}{a_{0}}}}} | {\displaystyle {-a_{1}c_{0}X}}                              | {\displaystyle {-a_{2}c_{0}X^{2}}}                                             | {\displaystyle -\dotsb }  | {\displaystyle {\tfrac {z_{0}}{a_{0}}}\;\,=}                         | {\displaystyle {\tfrac {z_{0}}{a_{0}}}\;\,=}                         | {\displaystyle {\tfrac {z_{0}}{a_{0}}}\;\,=}                         | {\displaystyle {\tfrac {z_{0}}{a_{0}}}\;\,=}                         | {\displaystyle {\tfrac {z_{0}}{a_{0}}}\;\,=}                         | {\displaystyle {\tfrac {z_{0}}{a_{0}}}\;\,=}                         | {\displaystyle c_{0}}       |
|                                                 | {\displaystyle (z_{1}\!-\!a_{1}c_{0})X}                     | {\displaystyle +(z_{2}\!-\!a_{2}c_{0})X^{2}}                                   | {\displaystyle +\dotsb }  |                                                                      |                                                                      |                                                                      |                                                                      |                                                                      |                                                                      |                             |
|                                                 | {\displaystyle {-a_{0}{\tfrac {z_{1}-a_{1}c_{0}}{a_{0}}}X}} | {\displaystyle {-a_{1}c_{1}X^{2}}}                                             | {\displaystyle -\dotsb }  | {\displaystyle +{\tfrac {z_{1}-a_{1}c_{0}}{a_{0}}}X=}                | {\displaystyle +{\tfrac {z_{1}-a_{1}c_{0}}{a_{0}}}X=}                | {\displaystyle +{\tfrac {z_{1}-a_{1}c_{0}}{a_{0}}}X=}                | {\displaystyle +{\tfrac {z_{1}-a_{1}c_{0}}{a_{0}}}X=}                | {\displaystyle +{\tfrac {z_{1}-a_{1}c_{0}}{a_{0}}}X=}                | {\displaystyle +{\tfrac {z_{1}-a_{1}c_{0}}{a_{0}}}X=}                | {\displaystyle +c_{1}X}     |
|                                                 |                                                             | {\displaystyle (z_{2}\!-\!a_{2}c_{0}\!-\!a_{1}c_{1})X^{2}}                     | {\displaystyle +\dotsb }  |                                                                      |                                                                      |                                                                      |                                                                      |                                                                      |                                                                      |                             |
|                                                 |                                                             | {\displaystyle {\;\;-a_{0}{\tfrac {z_{2}-a_{2}c_{0}-a_{1}c_{1}}{a_{0}}}X^{2}}} | {\displaystyle -\dotsb }  | {\displaystyle +{\tfrac {z_{2}-a_{2}c_{0}-a_{1}c_{1}}{a_{0}}}X^{2}=} | {\displaystyle +{\tfrac {z_{2}-a_{2}c_{0}-a_{1}c_{1}}{a_{0}}}X^{2}=} | {\displaystyle +{\tfrac {z_{2}-a_{2}c_{0}-a_{1}c_{1}}{a_{0}}}X^{2}=} | {\displaystyle +{\tfrac {z_{2}-a_{2}c_{0}-a_{1}c_{1}}{a_{0}}}X^{2}=} | {\displaystyle +{\tfrac {z_{2}-a_{2}c_{0}-a_{1}c_{1}}{a_{0}}}X^{2}=} | {\displaystyle +{\tfrac {z_{2}-a_{2}c_{0}-a_{1}c_{1}}{a_{0}}}X^{2}=} | {\displaystyle +c_{2}X^{2}} |
|                                                 |                                                             |                                                                                | {\displaystyle +\dotsb }  |                                                                      |                                                                      |                                                                      |                                                                      |                                                                      |                                                                      |                             |
|                                                 |                                                             |                                                                                | {\displaystyle -\dotsb }  |                                                                      |                                                                      |                                                                      |                                                                      |                                                                      |                                                                      | {\displaystyle +\dotsb }    |
der in der Monomordnung gespiegelten Polynomdivision rekursiv die Koeffizienten
{\displaystyle {\begin{aligned}c_{n}=&a_{0}^{-1}\left(z_{n}-\sum _{i=1}^{n}a_{i}c_{n-i}\right)\qquad \qquad (n\geq 0).\\\end{aligned}}}
Der Zwischenschritt im § Multiplikatives Inverses deutet an, wie sich das gezeigte Rechenschema zu einem Divisionsalgorithmus in {\displaystyle R(\!(X)\!)} ausbauen lässt.

### Inverses von Polynomen
Für Körper {\displaystyle K} lässt sich der Körper {\displaystyle K(X)} der rationalen Funktionen (Polynomquotienten) der Form
{\displaystyle {\frac {Z(X)}{A(X)}}={\frac {z_{0}+z_{1}X+\dotsb +z_{e}X^{e}}{a_{0}+a_{1}X+\dotsb +a_{d}X^{d}}}}
in den Körper {\displaystyle K(\!(X)\!)} in ähnlicher Weise wie {\displaystyle K[X]} in {\displaystyle K[[X]]} einbetten.
Ein wichtiges Beispiel ist
{\displaystyle K(X)\ni \quad {\frac {1}{1-X}}=\sum _{n=0}^{\infty }X^{n}\quad \in K(\!(X)\!)}.
Allgemeiner:
Ist
{\displaystyle A(X)=\sum _{n=0}^{d}a_{n}X^{n}}
ein von 0 verschiedenes Polynom, dann ist mit {\displaystyle k:=\operatorname {ord} _{X}(A)\in \mathbb {N} _{0}} der (Leit-)Koeffizient {\displaystyle a_{k}\neq 0} invertierbar in {\displaystyle K} und mit
{\displaystyle C(X):=X^{-k}\,A(X)=:\sum _{n=0}^{d-k}a_{n+k}X^{n+k}\in K[[X]]}
{\displaystyle \operatorname {ord} _{X}(C)=0}. Damit ist {\displaystyle C(X)} multiplikativ invertierbar in {\displaystyle K[[X]]} mit dem multiplikativen Inversen {\displaystyle D(X):=C(X)^{-1}\in K[[X]]}. Das multiplikative Inverse von {\displaystyle A(X)} ist dann
{\displaystyle {\begin{array}{rll}B(X)=&\sum _{n=-k}^{\infty }b_{n}X^{n}\\:=&X^{-k}\,D(X)&\qquad {\bigl (}\in K(\!(X)\!)\,{\bigr )}\\=&X^{-k}\,C(X)^{-1}\\=&X^{-k}\,{\bigl (}X^{-k}\,A(X){\bigr )}^{-1}\\=&A(X)^{-1}\end{array}}}
mit den Koeffizienten
{\displaystyle {\begin{array}{lll}b_{-k}&=a_{k}^{-1}\\b_{n}&=-a_{k}^{-1}\sum _{i=k+1}^{\min(d,2k+n)}a_{i}b_{k+n-i}&\quad (n\geq -k+1).\end{array}}}
Beispiel
Ist {\displaystyle A(X)=1-X-X^{2}}, dann ist {\displaystyle b_{0}=b_{1}=1} und {\displaystyle b_{n}=b_{n-1}+b_{n-2}} für {\displaystyle n\geq 2}. Die {\displaystyle b_{n}} sind also die (um 1 Position verschobene) Fibonacci-Folge und {\displaystyle X/A(X)=X\,B(X)} ihre erzeugende Funktion.
Somit ist ein Polynomquotient {\displaystyle B=1/A} an seiner Koeffizientenfolge {\displaystyle \left(b_{n}\right)} nicht so leicht als rational zu erkennen wie eine rationale Zahl an ihrer periodischen g-adischen Entwicklung.
{\displaystyle K(\!(X)\!)} ist die Vervollständigung des Körpers {\displaystyle K(X)} bezüglich der im § Konvergenz beschriebenen Metrik.

### Konvergenz
Eine formale Potenzreihe
{\displaystyle A(X)=\sum _{n=0}^{\infty }a_{n}X^{n}}
ist unter der Metrik
{\displaystyle \operatorname {d} (A,B):=|A-B|=2^{-\!\operatorname {ord} (A-B)}}.
Grenzwert der Folge von Polynomen {\displaystyle {\bigl (}A_{k}(X){\bigr )}_{k\in \mathbb {N} }} mit
{\displaystyle A_{k}(X):=\sum _{n=0}^{k}a_{n}X^{n}} .
Das einschlägige Konvergenzkriterium ist ein Cauchy-Kriterium für Folgen, und {\displaystyle R[[X]]} ist die Vervollständigung des Polynomrings {\displaystyle R[X]} bezüglich dieser Metrik.
Diese Metrik erzeugt die Krulltopologie in den Ringen {\displaystyle R[[X]]} und {\displaystyle R(\!(X)\!)}.
Zwei Folgen von formalen Laurent-Reihen {\displaystyle {\bigl (}A_{k}(X){\bigr )}_{k\in \mathbb {N} }\in R(\!(X)\!)} und {\displaystyle {\bigl (}B_{l}(X){\bigr )}_{l\in \mathbb {N} }\in R(\!(X)\!)} haben genau dann denselben Grenzwert, wenn es zu jedem {\displaystyle \varepsilon >0} ein {\displaystyle N\in \mathbb {Z} } gibt, so dass für alle {\displaystyle k,l>N}
{\displaystyle |A_{k}(X)-B_{l}(X)|<\varepsilon }
ist, was nichts Anderes bedeutet, als dass für ausreichend große Indizes die Differenzen von Gliedern der beiden Folgen durch beliebig hohe Potenzen von {\displaystyle X} teilbar sind
– kurz: dass die beiden Grenzwerte gleiche Koeffizienten haben.
Zur Konvergenz von Potenzreihen und Laurent-Reihen für „eingesetzte Werte“ von {\displaystyle X} (aufgefasst als Variable) in reeller/komplexer Metrik siehe Laurent-Reihe#Konvergenz von Laurent-Reihen.

### Verkettung (Komposition)
Eine formale Potenzreihe {\displaystyle \textstyle P(X):=\sum _{i=1}^{\infty }p_{i}X^{i}=p_{1}X+p_{2}X^{2}+\cdots } ohne Absolutglied lässt sich in eine formale Potenz- oder Laurent-Reihe {\displaystyle \textstyle A(X):=\sum _{n\in \mathbb {Z} }a_{j}X^{j}} mit dem Ergebnis
{\displaystyle {\begin{array}{lll}C(X)&:=&(A\circ P)(X):=A(P(X)\!)\\&=&\sum _{j\in \mathbb {Z} }a_{j}{\bigl (}P(X){\bigr )}^{j}\\&=&\sum _{j\in \mathbb {Z} }a_{j}\left(\sum _{i=1}^{\infty }p_{i}X^{i}\right)^{j}\\&=:&\sum _{n\in \mathbb {Z} }c_{n}X^{n}\end{array}}}
einsetzen (mit ihr verketten).
Für die Einsetzbarkeit der Potenzreihe {\displaystyle P(X)} ist wichtig, dass sie keinen konstanten Term (kein Absolutglied) hat, dass also {\displaystyle \operatorname {ord} _{X}(P)\geq 1} ist. Denn dann hängt {\displaystyle c_{n}} nur von einer endlichen Anzahl von Koeffizienten ab.
Ist {\displaystyle A(X)} eine Potenzreihe, also {\displaystyle \operatorname {ord} _{X}(A)\geq 0}, dann ist auch {\displaystyle C(X)} eine Potenzreihe, und für die Koeffizienten {\displaystyle c_{n}} gilt die Formel
{\displaystyle c_{n}=[X^{n}]\,\sum _{j=0}^{\infty }a_{j}\left(\sum _{i=1}^{\infty }p_{i}X^{i}\right)^{j}=\sum _{j\in \mathbb {N} _{0},\,\vert {\boldsymbol {i}}\vert =n}a_{j}p_{i_{1}}p_{i_{2}}\cdots p_{i_{n}}}
mit {\displaystyle {\boldsymbol {i}}:=(i_{1},\ldots ,i_{n})} und {\displaystyle \vert {\boldsymbol {i}}\vert :=i_{1}+\cdots +i_{n}} (s. Multiindex#Konventionen der Multiindex-Schreibweise).
Andernfalls, wenn es {\displaystyle n<0} mit {\displaystyle a_{n}\neq 0} gibt, dann können Potenzen {\displaystyle P(X)^{n}} mit negativem Exponenten über das multiplikative Inverse {\displaystyle P(X)^{-1}} gebildet werden.
Die {\displaystyle c_{n}} sind Polynome in den {\displaystyle p_{i},\dotsc ,a_{j},\dotsc } mit ganzzahligen Koeffizienten. Eine explizitere Darstellung findet sich im

### Formale Differentiation
Die formale Ableitung der formalen Potenz- oder Laurent-Reihe {\displaystyle \textstyle A(X)=\sum _{n\in \mathbb {Z} }a_{n}X^{n}} wird mit {\displaystyle \operatorname {D} _{X}A(X)=\operatorname {D} A(X)=\operatorname {D} A} oder (wie in der Analysis) mit {\displaystyle A^{\prime }} bezeichnet:
{\displaystyle \operatorname {D} A(X)=\sum _{n\in \mathbb {Z} }na_{n}X^{n-1}} .
Dabei ergibt die Ableitung einer formalen Potenzreihe wieder eine formale Potenzreihe.
Sie ist eine {\displaystyle R}-Derivation, und sie gehorcht den bekannten Rechenregeln der Differentialrechnung einschließlich der Kettenregel:
{\displaystyle \operatorname {D} (A\circ B)(X)=(\operatorname {D} A)\left(B(X)\right)\cdot \operatorname {D} B(X)} .
Bezogen auf die Ableitung verhalten sich formale Potenz- oder Laurent-Reihen wie (unendliche) Taylor-Reihen oder Laurent-Reihen. Tatsächlich ist für {\displaystyle k\leq m}
{\displaystyle \left[X^{m-k}\right](\operatorname {D} ^{k}A)(X)=\prod _{j=0}^{k-1}(m-j)\,\left[X^{m}\right]A(X)=k!\,{\binom {m}{k}}\,a_{m}}
und
{\displaystyle \left[X^{0}\right](\operatorname {D} ^{m}A)(X)=m!\,a_{m}} .
Damit sind in einem Ring mit von 0 verschiedener Charakteristik immer nur endlich viele formale Ableitungen von der Nullreihe verschieden.
Ferner gilt
{\displaystyle \operatorname {ord} (A^{\prime })\geq \operatorname {ord} (A)-1} .
Für Reihen mit   {\displaystyle \operatorname {ord} (A)\;l(A)\;\neq 0}   gilt das Gleichheitszeichen.

### Formales Residuum
Sei {\displaystyle K} ein Körper der Charakteristik 0.
Dann ist die Abbildung
{\displaystyle \operatorname {D} \colon K(\!(X)\!)\to K(\!(X)\!)}
eine {\displaystyle K}-Derivation, die
{\displaystyle \ker \operatorname {D} =K}
{\displaystyle \operatorname {im} \operatorname {D} =\left\{A\in K(\!(X)\!):[X^{-1}]A=0\right\}}
erfüllt.
Das zeigt, dass der Koeffizient von {\displaystyle X^{-1}} in {\displaystyle A} von besonderem Interesse ist; er wird formales Residuum von {\displaystyle A} genannt und mit {\displaystyle \operatorname {Res} (A)} notiert. Die Abbildung
{\displaystyle \operatorname {Res} \colon K(\!(X)\!)\to K}
ist {\displaystyle K}-linear, und man hat die exakte Sequenz
{\displaystyle 0\to K\to K(\!(X)\!)\;{\xrightarrow[{\operatorname {D} }]{\;}}\,K(\!(X)\!)\;{\xrightarrow[{\operatorname {Res} }]{\;}}\,K\to 0}.
Ein paar Regeln aus der Differentialrechnung
Für alle {\displaystyle A=\textstyle \sum _{n\in \mathbb {Z} }a_{n}X^{n},B\in K(\!(X)\!)} gilt:
| i.   | {\displaystyle \operatorname {Res} (A^{\prime })=0}.                                    | {\displaystyle \operatorname {Res} (A^{\prime })=0}.                                                                                | {\displaystyle \operatorname {Res} (A^{\prime })=0}.                                    |
| ii.  | {\displaystyle \operatorname {Res} (AB^{\prime })=-\operatorname {Res} (A^{\prime }B)}. | {\displaystyle \operatorname {Res} (AB^{\prime })=-\operatorname {Res} (A^{\prime }B)}.                                             | {\displaystyle \operatorname {Res} (AB^{\prime })=-\operatorname {Res} (A^{\prime }B)}. |
| iii. | {\displaystyle A\neq 0}                                                                 | {\displaystyle \implies \,\operatorname {Res} (A^{\prime }/A)=\operatorname {ord} (A)}.                                             |                                                                                         |
| iv.  | {\displaystyle \operatorname {ord} (B)>0}                                               | {\displaystyle \implies \,\operatorname {Res} \left(\!(A\circ B)B^{\prime }\right)=\operatorname {ord} (B)\operatorname {Res} (A)}. |                                                                                         |
| v.   | {\displaystyle [X^{n}]A(X)=\operatorname {Res} \left(X^{-n-1}A(X)\right).}              | {\displaystyle [X^{n}]A(X)=\operatorname {Res} \left(X^{-n-1}A(X)\right).}                                                          | {\displaystyle [X^{n}]A(X)=\operatorname {Res} \left(X^{-n-1}A(X)\right).}              |
Eigenschaft (i) ist Teil der exakten Sequenz.

Eigenschaft (ii) folgt aus (i), wenn auf {\displaystyle (AB)^{\prime }=A^{\prime }B+AB^{\prime }} angewendet.

Eigenschaft (iii): Jedes {\displaystyle A\in K(\!(X)\!)} kann als {\displaystyle A=:X^{m}B} mit {\displaystyle m:=\operatorname {ord} (A)} und {\displaystyle C\in K[[X]]} geschrieben werden, woraus {\displaystyle A^{\prime }/A=mX^{-1}+C^{\prime }/C.} Wegen {\displaystyle \operatorname {ord} (C)=0} ist {\displaystyle C} invertierbar in {\displaystyle K[[X]]\subset \operatorname {im} (\operatorname {D} )=\ker(\operatorname {Res} ),} woraus {\displaystyle \operatorname {Res} (A^{\prime }/A)=m} folgt.

Eigenschaft (iv): Da {\displaystyle \operatorname {im} (\operatorname {D} )=\ker(\operatorname {Res} ),} kann man {\displaystyle A=a_{-1}X^{-1}+F^{\prime },} mit {\displaystyle F\in K[[X]]} schreiben. Folglich ist {\displaystyle (A\circ B)B^{\prime }=a_{-1}B^{-1}B^{\prime }+(F^{\prime }\circ B)B^{\prime }=a_{-1}B^{\prime }/B+(F\circ B)^{\prime }} und (iv) folgt aus (i) und (iii).

Eigenschaft (v) folgt direkt aus der Definition.

### Inverses der Komposition (Umkehrfunktion)
Hat die formale Potenzreihe {\displaystyle \textstyle A(X)=\sum _{n=1}^{\infty }a_{n}X^{n}\in R[[X]]} den Koeffizienten {\displaystyle \left[X^{0}\right]A(X)=0} und ist {\displaystyle \left[X^{1}\right]A(X)=a_{1}} invertierbar in {\displaystyle R}, dann lässt sich das Inverse der Komposition, die (formale) Umkehrfunktion, {\displaystyle \textstyle B(X):=A^{-1}(X)=\sum _{n=1}^{\infty }b_{n}X^{n}} von {\displaystyle A} bilden. Ihre Koeffizienten {\displaystyle b_{n}} sind ganzzahlige Polynome in {\displaystyle a_{1}^{-1}} und den {\displaystyle a_{n}(n\geq 2)}.
Etwas schwächer, aber leichter hinzuschreiben, sind die Aussagen:
Ist {\displaystyle K} ein Körper der Charakteristik 0, dann wird die Formel
| {\displaystyle b_{n}=1/n\left[X^{n-1}\right]\left({\frac {X}{A(X)}}\right)^{n}} | {\displaystyle (\mathbf {I} )} |
als eine weitere Version der Lagrangeschen Inversionsformel gehandelt.
Etwas breiter einsetzbar ist die Formel:
Ist {\displaystyle \textstyle C(X)=\sum _{n=0}^{\infty }c_{n}X^{n}\in K[[X]]} beliebig, dann ist
| {\displaystyle (C\circ A^{-1})(X)=c_{0}+\sum _{n=1}^{\infty }{\frac {X^{n}}{n}}\left[Y^{n-1}\right]C^{\prime }(Y)\left({\frac {Y}{A(Y)}}\right)^{n}} | {\displaystyle (\mathbf {II} )} |
Es gibt verschiedene Formulierungen der Lagrangeschen Inversionsformel (dazu gehört die Formel von Lagrange-Bürmann) häufig mithilfe von höheren Ableitungen und Bell-Polynomen.
Beispiel
Die zu
{\displaystyle A(X):=X-{\frac {aX^{2}}{1!}}+{\frac {a^{2}X^{3}}{2!}}\mp \cdots =X\exp(-aX)={\frac {X}{\exp(aX)}}}
inverse Reihe ist
{\displaystyle B(X):=\sum _{n=1}^{\infty }{\frac {\left(na\right)^{n-1}}{n!}}X^{n}} ,
denn es ist {\displaystyle (\mathbf {I} )}
{\displaystyle b_{n}=1/n\left[X^{n-1}\right]{\frac {X}{A(X)}}=1/n\left[X^{n-1}\right]\exp(aX)={\frac {\left(na\right)^{n-1}}{n!}}} ,
woraus die Behauptung.

## Universelle Eigenschaft
Der Ring {\displaystyle R[[X]]} kann durch die folgende universelle Eigenschaft charakterisiert werden:
Sei {\displaystyle B} eine kommutative assoziative Algebra über dem kommutativen und unitären Ring {\displaystyle R}. Ist nun {\displaystyle I} ein Ideal von {\displaystyle R} derart, dass die {\displaystyle I}-adische Topologie auf {\displaystyle B} vollständig ist, und ist {\displaystyle x\in I,} dann gibt es ein eindeutiges {\displaystyle \Phi \colon R[[X]]\to B} mit den folgenden Eigenschaften:
- {\displaystyle \Phi (X)=x}
- {\displaystyle \Phi } ist ein Homomorphismus von {\displaystyle R}-Algebren
- {\displaystyle \Phi } ist stetig.

## In mehreren Unbestimmten
Ist {\displaystyle R} ein kommutativer Ring mit 1, dann sind {\displaystyle R_{1}:=R[[X_{1}]]} und {\displaystyle {}_{1}\!R:=R(\!(X_{1})\!)} kommutative Ringe mit 1 und damit auch rekursiv
{\displaystyle R_{m}:=R_{m-1}[[X_{m}]]=:R[[X_{1},\dotsc ,X_{m}]]}
und
{\displaystyle {}_{m}\!R:={}_{m-1}\!R(\!(X_{m})\!)=:R(\!(X_{1},\dotsc ,X_{m})\!)}.
Dabei kommt es nicht auf die Reihenfolge der {\displaystyle X_{1},\dotsc ,X_{m}} an, m. a. W.: die Ringe aller Permutationen sind isomorph, und man kann jeden Zwischenring als Ausgangsring auffassen.
Allgemein versteht man jede Summe
{\displaystyle A(X_{1},\dotsc ,X_{m})=\sum _{n_{1},\dotsc ,n_{m}\in \mathbb {Z} }a_{n_{1},\dotsc ,n_{m}}X_{1}^{n_{1}}\dotsm X_{m}^{n_{m}}}
von Monomen der Form {\displaystyle a_{n_{1},\dotsc ,n_{m}}X_{1}^{n_{1}}\dotsm X_{m}^{n_{m}}} mit ganzzahligen Exponenten {\displaystyle n_{1},\dotsc ,n_{m}} als formale Reihe in mehreren Unbestimmten,
und zwar als Potenzreihe, wenn alle Koeffizienten mit einer negativen Indexkomponente {\displaystyle n_{i}} verschwinden,
oder als Laurent-Reihe, wenn es eine untere Schranke {\displaystyle u\in \mathbb {Z} } mit {\displaystyle a_{n_{1},\dotsc ,n_{m}}\neq 0\implies \forall i:n_{i}\geq u} gibt.
Durch eine Monomordnung ist es möglich, die Monome entsprechend anzuordnen und dadurch Begriffe wie Leitkoeffizient zu verallgemeinern.
Die Größe {\displaystyle n_{1}+\dotsb +n_{m}} heißt der Totalgrad eines Monoms {\displaystyle X_{1}^{n_{1}}\dotsm X_{m}^{n_{m}}}.
Haben die (nichtverschwindenden) Monome einer formalen Potenz- oder Laurent-Reihe alle denselben Totalgrad, so ist sie eine homogene Reihe; bei einer formalen Potenzreihe handelt es sich dann um ein homogenes Polynom.
Beim Operator zur Koeffizientenextraktion
{\displaystyle \left[X_{m}^{n_{m}}\right]A(X_{1},\dotsc ,X_{m})}
aus der Potenz- oder Laurent-Reihe {\displaystyle A} müssen konstruktionsbedingt alle Monome, in denen die Unbestimmte {\displaystyle X_{m}} den Grad {\displaystyle n_{m}} hat, als Potenz- oder Laurent-Reihe in den anderen Unbestimmten {\displaystyle X_{1},\dotsc ,X_{m-1}} zusammengefasst werden.
Bei der obigen sukzessiven Bildung von {\displaystyle R_{2}:=R_{1}[[X_{2}]]={\bigl (}R[[X_{1}]]{\bigr )}[[X_{2}]]} geht die Topologie des Ausgangsrings, hier: {\displaystyle R_{1}:=R[[X_{1}]]}, verloren: die Topologie des Teilraums {\displaystyle R_{1}} in {\displaystyle R_{2}=R_{1}[[X_{2}]]} ist konstruktionsgemäß die diskrete.
Man kann aber auch, wenn solches nicht erwünscht ist, das Ergebnis {\displaystyle R[[X_{1},X_{2}]]} mit dem Produkt der Topologien von {\displaystyle R[[X_{1}]]} und {\displaystyle R[[X_{2}]]} ausstatten.
Für Ringe {\displaystyle R(\!(X_{1},X_{2})\!)} von formalen Laurent-Reihen gilt Entsprechendes.